# Maribel Blanco
María Isabel Blanco Velasco –conocida como Maribel Blanco– (Madrid, 12 de enero de 1969) es una deportista española que compitió en triatlón y duatlón.
Ganó una medalla de bronce en el Campeonato Europeo de Duatlón de 1997. Fue la primera mujer triatleta española en competir en unos Juegos Olímpicos, acudiendo a los Juegos de Sídney 2000.

## Palmarés internacional
| Campeonato Europeo | Campeonato Europeo          | Campeonato Europeo | Campeonato Europeo |
| Año                | Lugar                       | Medalla            | Prueba             |
| ------------------ | --------------------------- | ------------------ | ------------------ |
| 1997               | Głogów Małopolski (Polonia) | Medalla de bronce  | Individual         |